# عثمان ندياي
عثمان ندياي (بالفرنسية: Ousmane N'Diaye)‏ هو لاعب كرة قدم سنغالي في مركز الدفاع، ولد في 19 أغسطس 1991 في داكار في السنغال. لعب مع أولمبيك ليون وسامسون سبور ونادي أرليه أفينيون.

## وصلات خارجية
- عثمان ندياي على موقع اتحاد تركيا (لاعب) (الإنجليزية)
- عثمان ندياي على موقع رابطة كرة القدم الفرنسية للمحترفين (الإنجليزية)
- عثمان ندياي على موقع قاعدة بيانات كرة القدم.إي يو (الإنجليزية)
- عثمان ندياي على موقع Soccerway.com (الإنجليزية)
- عثمان ندياي على موقع عالم كرة القدم.نت (الإنجليزية)